# ツボ屋与兵衛
『ツボ屋与兵衛』（つぼやよへい）は日本テレビ系列で放送されたバラエティ番組。タイトルは江戸時代の寿司職人華屋与兵衛をもじったもの。
2006年4月15日から2006年9月30日まで放送。放送時間は17時00分～17時30分の30分番組。前番組枠の『TVおじゃマンボウ』より30分短い。

## 概要
全国の視聴者から募集した笑い、グルメ、共感の「ツボ」をアンガールズがプレゼン形式で紹介する。毎回登場する3名のゲストにこのツボを審査してもらい、実際にツボに嵌ったかどうかを「好き」「嫌い」のツボを出して判定する。全員嫌いだった場合「ゴミ箱行き」、1人でも「好き」と出したら「家宝」。そして3人全員で「今週の国宝」という内容だったが、リニューアルによりアンガールズの対決方式に変わった。「今週の国宝」に選ばれたツボは番組で永久に保存してみる。番組に採用されたツボを送ってくれた投稿者には「何かいいもの」が貰える。因みに、番組1回目の1つ目のツボはゴミ箱行きとなった。

## 出演者
- 名倉潤（ネプチューン）
- アンガールズ（田中卓志、山根良顕）

### ツボラー
- ソニン
- 京本政樹
- 若槻千夏
- 林家正蔵

ほかゲストツボラー1名。

## スタッフ
- ナレーター：うすいたかやす
- 構成：上野耕平、さだ、藤井靖大、西村隆志、竹嶋雄太
- ディレクター：武石政人ほか
- プロデューサー：寺内壮 ほか
- 企画·総合演出：三觜雅人
- チーフプロデューサー：梅原幹(2006年7月～)←安岡喜郎

## ネット局と放送時間
| 放送対象地域   | 放送局               | 系列           | 放送日時                | 放送の遅れ |
| -------------- | -------------------- | -------------- | ----------------------- | ---------- |
| 関東広域圏     | 日本テレビ (NTV)     | 日本テレビ系列 | 土曜 17:00 - 17:30      | 制作局     |
| 静岡県         | 静岡第一テレビ (SDT) | 日本テレビ系列 | 土曜 17:00 - 17:30      | 同時ネット |
| 香川県・岡山県 | 西日本放送 (RNC)     | 日本テレビ系列 | 月曜 24:20 - 25:50      | 9日遅れ    |
| 長野県         | テレビ信州 (TSB)     | 日本テレビ系列 | 火曜 24:50 - 25:20      | 10日遅れ   |
| 北海道         | 札幌テレビ (STV)     | 日本テレビ系列 | 金曜 25:50 - 26:20（※） | 12日遅れ   |
| 広島県         | 広島テレビ (HTV)     | 日本テレビ系列 | 木曜 24:50 - 25:20      | 12日遅れ   |
| 新潟県         | テレビ新潟 (TeNY)    | 日本テレビ系列 | 土曜 10:00 - 10:30      | 14日遅れ   |
| 中京広域圏     | 中京テレビ (CTV)     | 日本テレビ系列 | 日曜 24:55 - 25:25      | 15日遅れ   |
| 石川県         | テレビ金沢 (KTK)     | 日本テレビ系列 | 火曜 24:50 - 25:20      | 17日遅れ   |

※札幌テレビは開始当初はキー局と同時刻ネットだったが、「釣～りんぐ北海道」（日曜16:25 - 16:55）の放送再開により深夜枠に降格となった（このため「いただきマッスル!」が土曜17時台に移動）。

## かつて放送していた放送局
| 放送対象地域 | 放送局         | 系列           | 放送日時           | 放送の遅れ |
| ------------ | -------------- | -------------- | ------------------ | ---------- |
| 愛媛県       | 南海放送 (RNB) | 日本テレビ系列 | 火曜 16:20 - 16:50 | 17日遅れ   |